# Ctenotus leae
Ctenotus leae (оранжевохвостий тонкомордий гребневухий сцинк) — вид сцинкоподібних ящірок родини сцинкових (Scincidae). Ендемік Австралії.

## Поширення і екологія
Оранжевохвості тонкоморді гребневухі сцинки мешкають в пустельних районах Центральної Австралії, на території Великої пустелі Вікторія в Західній Австралії, в Південної Австралії, на Північної Території та на крайньому заході Квінсленда. Вони живуть в пустелях, серед дюн, порослих спінніфексом. Відкладають яйця, в кладці 3-4 яйця.